# NGC 7479
NGC 7479 (другие обозначения — PGC 70419, UGC 12343, IRAS23024+1203, MCG 2-58-60, KARA 1004, ZWG 430.58, KUG 2302+120) — спиральная галактика с перемычкой (SBc) в созвездии Пегас.
Этот объект входит в число перечисленных в оригинальной редакции «Нового общего каталога».
Была классифицирована Хабблом как образец галактики SBc.
В галактике вспыхнула сверхновая SN 1990U типа Ib, её пиковая видимая звёздная величина составила 18,0.
В галактике вспыхнула сверхновая SN 2003iw. Её пиковая видимая звёздная величина составила 18.
Объект обладает активным ядром и относится к сейфертовским галактикам типа II. В NGC 3359 обнаружена мазерная эмиссия H2O.